# Pearl S. Buck
Pearl Comfort Sydenstricker, que adoptà el nom de Pearl Sydenstricker Buck i és coneguda popularment com a Pearl S. Buck (Hillsboro, Virgínia Occidental, EUA, 26 de juny de 1892 - Danby, Vermont, EUA, 6 de març de 1973), fou una escriptora estatunidenca guardonada amb el Premi Nobel de Literatura l'any 1938.

## Biografia

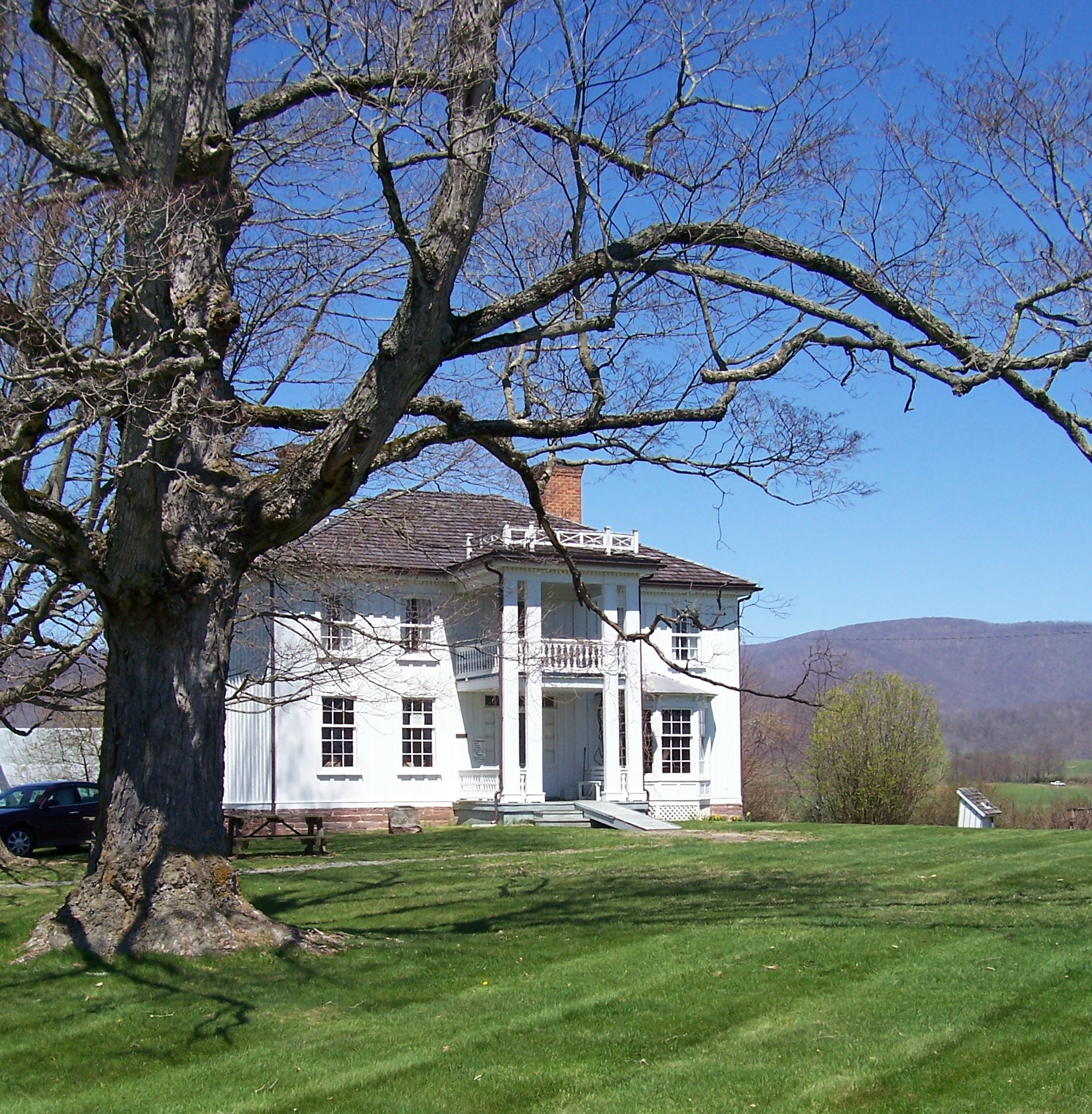
La Casa Stulting al lloc de naixement de Pearl Buck a Hillsboro, Virgínia Occidental

Originalment anomenada Comfort, Pearl Sydenstricker va néixer a Hillsboro (Virgínia Occidental el 26 de juny de 1892, filla de Caroline Maude (Stulting) (1857–1921) i Absalom Sydenstricker, d'ascendència holandesa i alemanya respectivament. Els seus pares, missioners presbiterians del sud, es van casar el 8 de juliol de 1880 i es van traslladar a la Xina poc després, però van tornar als Estats Units pel naixement de la seva filla. Quan Pearl S. Buck tenia cinc mesos, la família va tornar a la Xina; van viure primer a Huai'an i el 1896 es van traslladar a Zhenjiang, que aleshores era coneguda com a Chingkiang en el sistema de romanització postal xinès, a prop de la gran ciutat de Nanquín. A l'estiu, ella i la seva família passaven temps a Kuling. El seu pare va construir una vil·la de pedra a Kuling el 1897 i hi va viure fins a la seva mort el 1931. Durant aquest pelegrinatge anual d'estiu a Kuling Pearl S. Buck va decidir fer-se escriptora.
Dels seus germans que van sobreviure fins a l'edat adulta, Edgar Sydenstricker va tenir una carrera distingida al Servei de Salut Pública dels Estats Units i més tard al Milbank Memorial Fund, i Grace Sydenstricker Yaukey (1899–1994) va escriure llibres per a joves adults i llibres sobre Àsia amb el pseudònim de Cornelia Spencer.
Pearl S. Buck recordava a les seves memòries que vivia en «diversos mons, un era el petit món presbiterià, blanc i net dels meus pares, i l'altre el gran món xinès, afectuós, alegre i no massa net», i que no hi havia comunicació entre ells. La revolta dels Bòxers (1899–1901) va afectar greument la família; els seus amics xinesos els van abandonar i els visitants occidentals van disminuir. El seu pare, convençut que cap xinès no li podia desitjar cap mal, s'hi va quedar, mentre la resta de la família anava a Shanghai per quedar fora de perill. Uns anys més tard, Buck es va matricular a l'escola Miss Jewell de Shangai i va quedar consternada per les actituds racistes d'altres estudiants, pocs dels quals parlaven xinès. Els seu pare i a seva mare creien fermament que els xinesos eren els seus iguals; van prohibir l'ús de la paraula pagan. Es va criar en un ambient bilingüe: la seva mare li va ensenyar anglès, els seus companys de joc xinesos li van ensenyar el dialecte local, i un erudit xinès anomenat Sr. Kung li va ensenyar xinès clàssic. També llegia voraçment, especialment, malgrat la desaprovació del seu pare, les novel·les de Charles Dickens, que més tard va dir que llegia un cop l'any durant la resta de la seva vida.
El 1911, Buck va deixar la Xina per anar al Randolph-Macon Woman's College de Lynchburg (Virgínia), on es va graduar Phi Beta Kappa el 1914 i va ser membre de la germanor Kappa Delta.
Pearl S. Buck va tenir sis fills i en va adoptar tres més, un de xinès, un altre d'indi i l'últim japonès, i vivia en una bonica casa, enmig de camps verds en els turons de Pennsilvània.
Pearl S. Buck morí el 6 de març del 1973 a la ciutat de Danby, situada a l'estat de Vermont.

## Carrera

### Xina

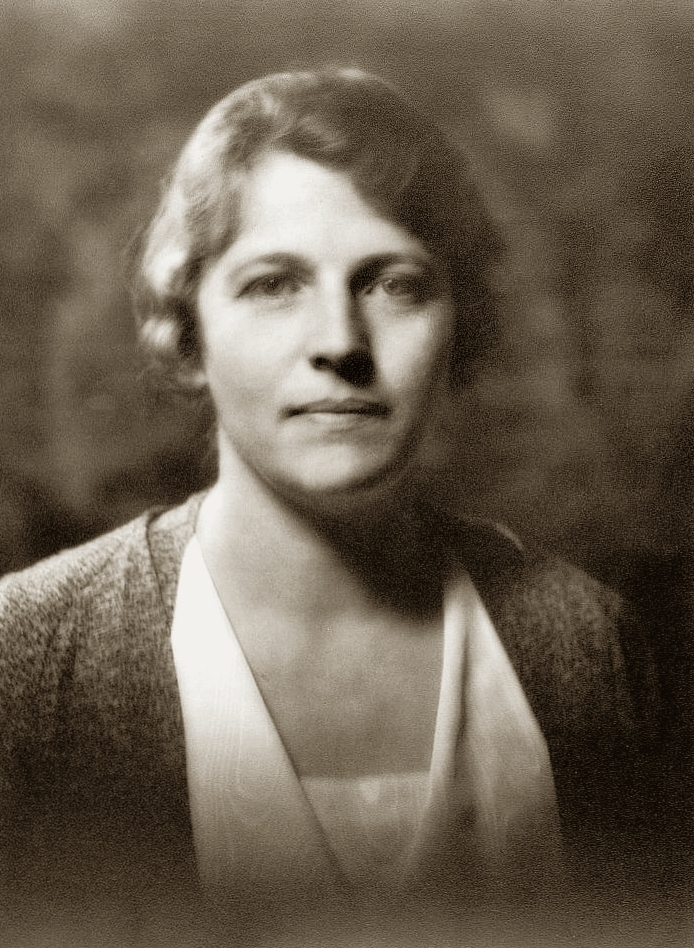
Buck fotografiada el 1932, més o menys quan es va publicar The Good Earth

Tot i que Buck no tenia intenció de tornar a la Xina, i encara menys convertir-se en missionera, va sol·licitar ràpidament l'ingrés a la Junta Presbiteriana quan el seu pare va escriure que la seva mare estava greument malalta. El 1914, Buck va tornar a la Xina. Es va casar amb un economista agrícola missioner, John Lossing Buck, el 13 de maig de 1917, i es van traslladar a Suzhou, província d'Anhui, una petita ciutat al riu Huai. Aquesta és la regió que descriu als seus llibres La bona terra i Fills.

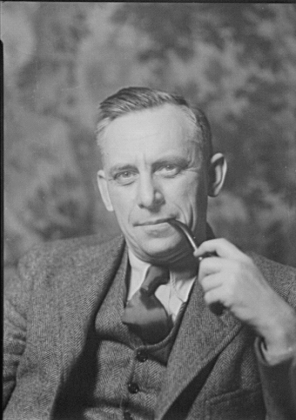
Buck es va casar amb el seu editor, Richard J. Walsh, el mateix dia que es va divorciar de John Lossing Buck, el seu primer marit.

De 1920 a 1933, els Bucks van establir-se a Nanjing, al campus de la Universitat de Nanquín, on tots dos tenien càrrecs docents. Va ensenyar literatura anglesa en aquesta universitat privada, dirigida per l'església, i també al Ginling College i a la Universitat Nacional Central. El 1920, els Bucks van tenir una filla, Carol, que patia fenilcetonúria, cosa que la va deixar amb una greu discapacitat del desenvolupament . Buck va haver de sotmetre's a una histerectomia a causa de complicacions del part de Carol, cosa que la va deixar incapaç de tenir més fills biològics. El 1921, la mare de Buck va morir d'una malaltia tropical, l'esprue, i poc després el seu pare es va mudar allà. El 1924, van deixar la Xina per un any sabàtic de John Buck i van tornar als Estats Units durant un curt període, durant el qual Pearl Buck va obtenir un màster a la Universitat Cornell . El 1925, els Bucks van adoptar una nena anomenada Janice (més tard anomenada Walsh). Aquella tardor, van tornar a la Xina.
Les tragèdies i dislocacions que Buck va patir a la dècada de 1920 van arribar al seu punt àlgid el març de 1927, durant l'incident de Nanquín. En una batalla confusa que va involucrar elements de les tropes nacionalistes de Chiang Kai-shek, forces comunistes i diversos senyors de la guerra, diversos occidentals van ser assassinats. Com que el seu pare Absalom va insistir, com ja havia fet el 1900 davant dels bòxers, la família va decidir quedar-se a Nanquín fins que la batalla arribés a la ciutat. Quan va esclatar la violència, una família xinesa pobra els va convidar a amagar-se a la seva cabana mentre saquejaven la casa familiar. La família va passar un dia aterrida i amagada, després del qual van ser rescatats per canoneres americanes. Van viatjar a Xangai i després van navegar al Japó, on van romandre durant un any, després del qual van tornar a Nanquín. Buck va dir més tard que aquell any al Japó li va demostrar que no tots els japonesos eren militaristes. Quan va tornar del Japó a finals de 1927, Buck es va dedicar seriosament a la vocació d'escriure. Les relacions amistoses amb destacats escriptors xinesos de l'època, com ara Xu Zhimo i Lin Yutang, la van animar a considerar-se una escriptora professional. Volia complir les ambicions que la seva mare li havia negat, però també necessitava diners per mantenir-se si deixava el seu matrimoni, que s'havia tornat cada cop més solitari. Com que la junta de la missió no ho podia proporcionar, també necessitava diners per a l'atenció especialitzada de Carol.
Buck va viatjar una vegada més als Estats Units el 1929 per buscar atenció a llarg termini per a Carol, i finalment la va ingressar a l'Escola de Formació de Vineland a Nova Jersey. Buck va formar part del consell d'administració de l'escola, on Carol va viure la resta de la seva vida i on finalment va morir el 1992 als 72 anys. Mentre Buck era als Estats Units, Richard J. Walsh, editor de l'editorial John Day de Nova York, va acceptar la seva novel·la East Wind: West Wind. Ella i Walsh van començar una relació que finalment desembocaria en matrimoni i molts anys de treball en equip.
De tornada a Nanquín, Buck es retirava cada matí a les golfes de la seva casa universitària i, en el transcurs d'un any, va completar el manuscrit de The Good Earth. Va participar en la campanya d'ajuda benèfica per a les víctimes de les inundacions de la Xina de 1931, escrivint una sèrie de contes que descrivien la difícil situació dels refugiats, que es van emetre per ràdio als Estats Units i posteriorment es van publicar en el seu volum complet The First Wife and Other Stories.
Quan el seu marit va portar la família a Ithaca, Nova York, l'any següent, Buck va acceptar una invitació per dirigir-se a un dinar de dones presbiterianes a l'Hotel Astor de la ciutat de Nova York. La seva xerrada es titulava Hi ha un cas per al missioner estranger? i la seva resposta va ser un no gairebé nul. Va dir a la seva audiència americana que donava la benvinguda als xinesos per compartir la seva fe cristiana, però va argumentar que la Xina no necessitava una església institucional dominada per missioners que massa sovint ignoraven la Xina i eren arrogants en els seus intents de controlar-la. Quan la xerrada es va publicar a la revista Harper's Magazine, la reacció escandalosa va portar Buck a dimitir del seu càrrec a la Junta Presbiteriana. El 1934, Buck va marxar de la Xina, creient que hi tornaria, mentre el seu marit s'hi va quedar.

### Estats Units
Buck es va divorciar del seu marit John a Reno, Nevada, l'11 de juny de 1935, i es va casar amb Richard Walsh el mateix dia. Segons sembla, li va oferir consells i afecte, cosa que, segons conclou el seu biògraf, va ajudar a fer possible la prodigiosa activitat de Pearl. La parella es va mudar amb Janice a Green Hills Farm, al comtat de Bucks, Pennsilvània, que ràpidament van començar a omplir amb nens adoptats. Dos fills van ser portats a casa quan eren nadons el 1936 i seguits per un altre fill i una filla el 1937.
Després de la Revolució Comunista de 1949, a Buck li van rebutjar repetidament tots els intents de tornar a la seva estimada Xina. La seva novel·la de 1962, Satanàs mai dorm, és fortament anticomunista i plena de temes religiosos, i va ser adaptada al cinema el mateix any. Durant la Revolució Cultural, Buck, com a escriptora estatunidenca preeminent sobre la vida als pobles xinesos, va ser denunciada com a  imperialista cultural estatunidenc. A Buck se li va trencar el cor quan se li va impedir visitar la Xina amb Richard Nixon el 1972, suposadament a causa de la interferència política de Jiang Qing, una figura destacada en la denúncia de Buck.

## Obra literària
L'any 1930, inicià la seva obra literària amb la publicació de la novel·la East Wind-West Wind, a la qual seguí The Good Earth, que la feu guanyadora del Premi Pulitzer, i que la convertí en una de les escriptores de moda del moment.
El seu bilingüisme li va fer sentir de manera especialment profunda la relació Orient-Occident, que ha quedat reflectida en gran part de les seves obres. Així mateix, va tractar des d'un principi qüestions feministes que després marcarien la seva vida amb la realització de tasques d'acord amb els seus ideals, la publicació de la revista Asia, culminant amb la fundació que duu el seu nom.

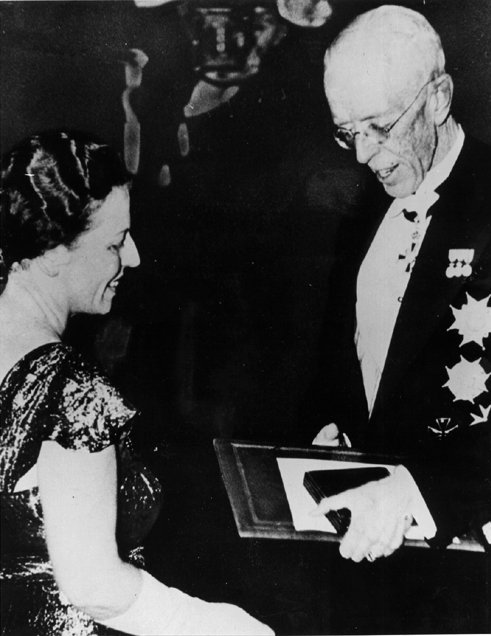
Pearl S. Buck rep el Premi Nobel de Literatura del rei Gustav V de Suècia a la Sala de Concerts d'Estocolm el 1938

L'any 1938, fou guardonada amb el Premi Nobel de Literatura «per les seves riques i èpiques descripcions de la vida camperola a la Xina i per les seves obres mestres biogràfiques».
El 1938, el comitè del Premi Nobel, en atorgar el premi, va dir:
En atorgar el Premi d'enguany a Pearl Buck per les notables obres que obren el camí cap a una simpatia humana que transcendeix les fronteres racials més separades i pels estudis dels ideals humans que són una gran i viva art del retrat, l'Acadèmia Sueca sent que actua en harmonia i d'acord amb l'objectiu dels somnis d'Alfred Nobel per al futur.
En el seu discurs a l'Acadèmia, Buck va prendre com a tema La novel·la xinesa. Va explicar: 
| « | «Sóc americana de naixement i d'ascendència», però «el meu primer coneixement sobre la història, sobre com explicar i escriure històries, em va arribar a la Xina». Després d'una extensa discussió sobre novel·les xineses clàssiques, especialment Romanç dels Tres Regnes, Marge d'Aigua i El somni del pavelló vermell, va concloure que a la Xina «el novel·lista no tenia la tasca de crear art sinó de parlar a la gent». La seva pròpia ambició, va continuar, no havia estat entrenada cap a la bellesa de les lletres o la gràcia de l'art. A la Xina, la tasca del novel·lista diferia de la de l'artista occidental: «Als pagesos ha de parlar de la seva terra, i als vells ha de parlar de pau, i a les dones grans ha de parlar dels seus fills, i als joves i dones ha de parlar els uns dels altres». I com la novel·lista xinesa, va concloure: «M'han ensenyat a voler escriure per a aquesta gent. Si llegeixen les seves revistes per milions, aleshores vull les meves històries allà en lloc d'en revistes llegides només per uns quants». | » |

Fragment de The Good Earth, en català (La bona terra) Premi Pulitzer (1931)
| « | Era el dia de les noces de Wang Lung. En els primers instants, en obrir els ulls en la foscor de les cortines que envoltaven el seu llit, no pogué explicar-se per què aquella albada li semblava diferent de les altres. El silenci regnant en la casa només era destorbat per la dèbil tos entretallada del seu vell pare, l'habitació del qual restava oposada a la de Wang Lung, a l'altre cantó de l'habitació central. El primer soroll que s'escoltava a la casa cada matí, era la tos de l'ancià. Wang Lung l'escoltava generalment ajagut al llit, romanent així fins que l'escoltava més a prop i la porta de l'habitació dels seu pare girava sobre les frontisses de fusta. Però aquest matí no esperà. Feu un salt i corregué les cortines del seu llit. Era una aurora ombrívola i vermella. I a través d'un forat quadrat que a vegades feia la feina de finestra, on tremolava un paper fet tires, fulgurava un cel bronzí. Wang Lung s'encaminà cap al forat i arrancà el paper, mormolant: És primavera i no necessito això. | » |

## Obra seleccionada
| - 1930: East Wind-West Wind - 1931: The Good Earth, Premi Pulitzer - 1931: The Young Revolutionist - 1932: Sons - 1933: The First Wife - 1934: The Mother - 1938: This Proud Heart - 1939: The Patriot - 1940: Other Gods - 1942: Dragon Seed - 1943: The Promise - 1946: Pavilion of Women - 1948: Portrait of a Marriage - 1952: The Hidden Flower - 1957: Letter from Peking - 1963: The Living Reed - 1964: Death in the Castle - 1969: The three daughters of madame Liang | - 1936: The Exile - 1936: Fighting Angel - 1954: My Several Worlds, autobiografia - 1962: A Bridge For Passing, autobiografia - 1970: China as I See It - 1971: The Story Bible - 1972: Pearl S. Buck's Oriental Cookbook |

## Llegat

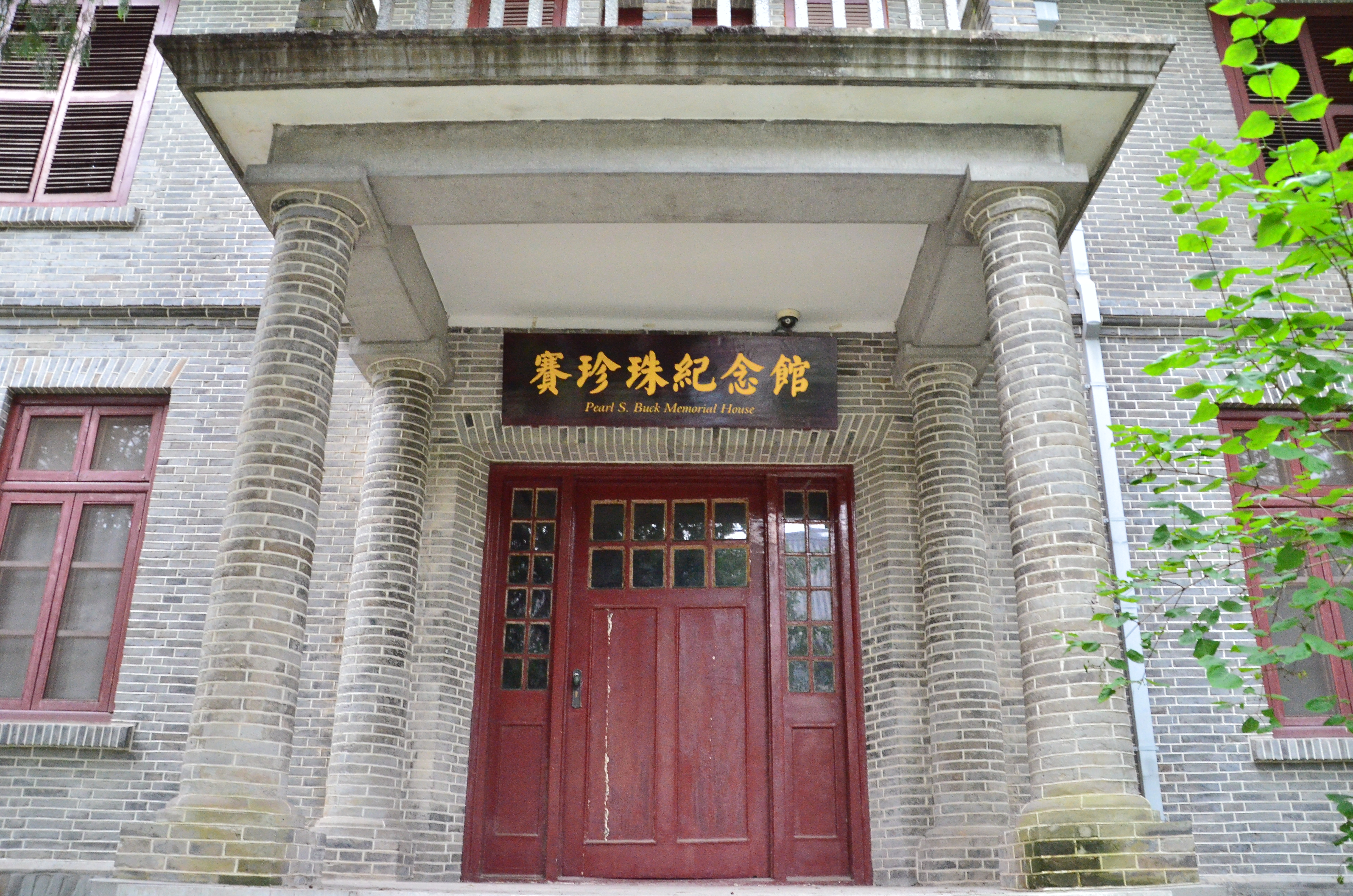
Antiga residència de Pearl S. Buck a la Universitat de Nanjing

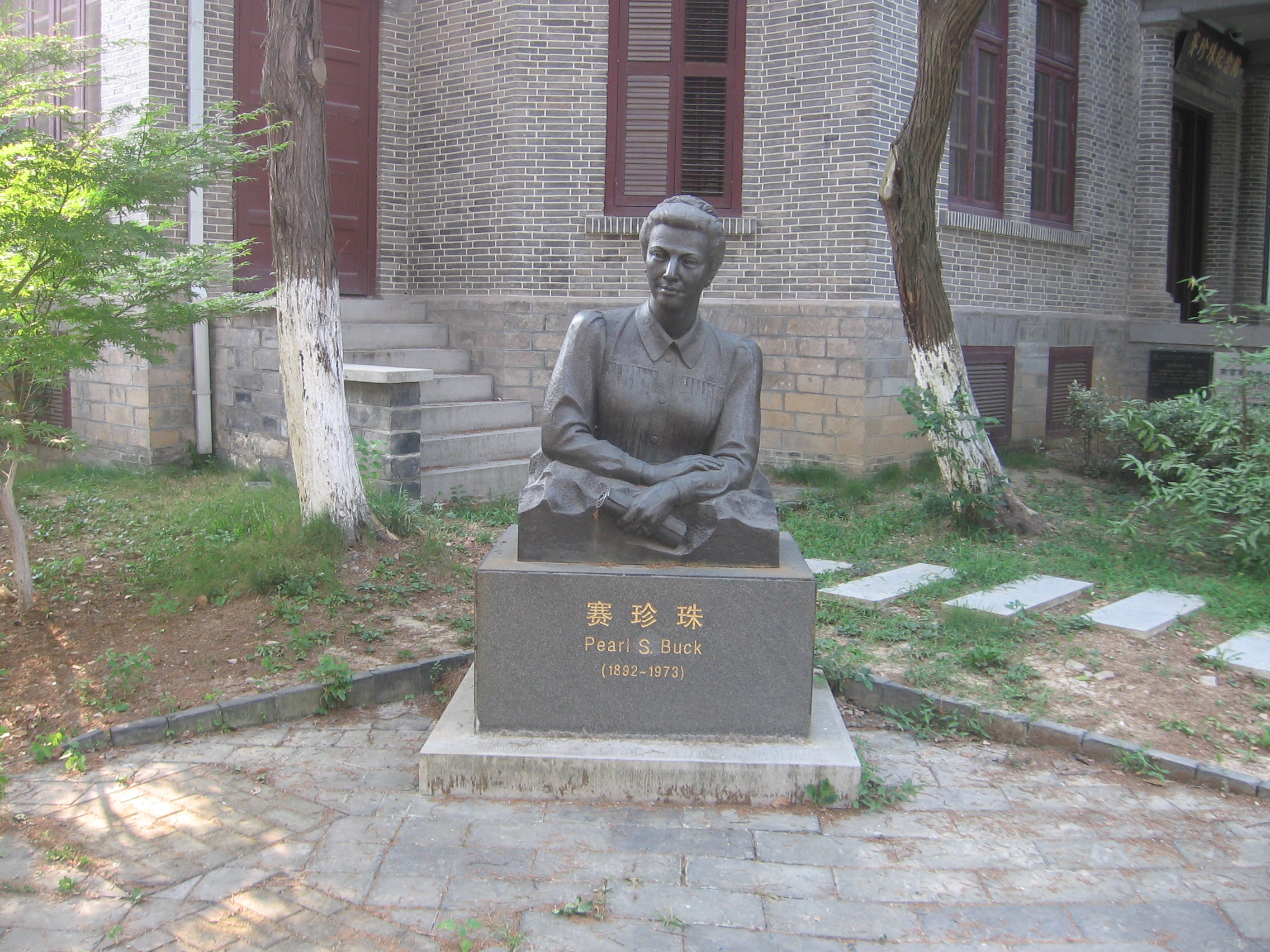
Una estàtua de Pearl S. Buck es troba davant de l'antiga residència de la Universitat de Nanjing

Molts crítics contemporanis van lloar la «bella prosa» de Buck, tot i que el seu «estil tendeix a degenerar en repetició excessiva i confusió». Robert Benchley va escriure una paròdia de The Good Earth que destacava aquestes qualitats. Peter Conn, a la seva biografia de Buck, argumenta que malgrat els reconeixements que se li han atorgat, la seva contribució a la literatura ha estat majoritàriament oblidada o deliberadament ignorada pels guardians culturals dels Estats Units. Kang Liao argumenta que Buck va tenir un «paper pioner en la desmitificació de la Xina i del poble xinès en la mentalitat americana». Phyllis Bentley, en una ressenya de l'obra de Buck publicada el 1935, va quedar totalment impressionada: «Però podem dir almenys que per l'interès del material escollit, l'alt nivell sostingut de la seva habilitat tècnica i la freqüent universalitat de les seves concepcions, la Sra. Buck té dret a ser considerada una artista considerable. Llegir les seves novel·les és obtenir no només coneixement de la Xina, sinó també saviesa sobre la vida». Aquestes obres van despertar una considerable simpatia popular per la Xina i van ajudar a fomentar una visió més crítica del Japó i la seva agressió.
L'autora sinoamericana Anchee Min va dir que «va esclatar i va plorar» després de llegir La bona terra per primera vegada com a adulta, que li havien prohibit llegir quan era petita a la Xina durant la Revolució Cultural. Min va dir que Buck va retratar els camperols xinesos «amb tant d'amor, afecte i humanitat» i això va inspirar la novel·la de Min, Pearl of China  (2010), una biografia fictícia sobre Buck.
El 1973, Buck va ser inclosa al Saló Nacional de la Fama de les Dones. Buck va ser homenatjada el 1983 amb un segell postal de 5 cèntims de la sèrie Great Americans emès pel Servei Postal dels Estats Units El 1999 va ser designada homenatjada del Mes de la Història de la Dona pel Projecte Nacional d'Història de la Dona.
L'antiga residència de Buck a la Universitat de Nanquín és ara la Pearl S. Buck Memorial House o en mandarí 賽珍珠紀念館 (pinyin) al llarg de la paret oest del campus nord de la universitat.
Els documents i manuscrits literaris de Pearl Buck es conserven a Pearl S. Buck International i al West Virginia & Regional History Center.